# Hormon antydiuretyczny
Hormon antydiuretyczny, wazopresyna, adiuretyna, ADH (ang. antidiuretic hormone), AVP (ang. arginine vasopressin) – organiczny związek chemiczny z grupy oligopeptydów, pełniący u ssaków (także u człowieka) funkcję hormonu.

## Budowa
Wazopresyna jest nonapeptydem (zbudowana jest z 9 reszt aminokwasowych). Występuje w różnych wariantach, różniących się niektórymi aminokwasami. Np. u człowieka występuje wazopresyna argininowa (argipresyna) o masie cząsteczkowej 1084 Da, o sekwencji Cys-Tyr-Phe-Gln-Asn-Cys-Pro-Arg-Gly-NH2, przy czym reszty cystein połączone są mostkiem disiarczkowym, a koniec C ma formę amidu. U świń z kolei występuje wazopresyna lizynowa, która w pozycji 8 zamiast reszty argininy ma resztę lizyny.
Hormon ten wytwarzany jest przez podwzgórze w postaci preprowazopresynoneurofizyny i uwalniany w ostatecznej postaci przez tylny płat przysadki mózgowej.
Budowa wazopresyny jest bardzo zbliżona do oksytocyny, która różni się jedynie 2 aminokwasami (ma resztę izoleucyny w poz. 2 i leucyny w poz. 8) i jest wytwarzana przez te same komórki podwzgórza.

## Działanie
Powoduje zagęszczanie moczu, pobudzając resorpcję wody w kanalikach nerkowych (kanalikach dalszych i cewkach zbiorczych) poprzez pobudzanie receptorów V2. Na akwaporyny działa w dwojaki sposób: krótkoterminowa regulacja kieruje AQP2 do błony (odpowiedź w ciągu kilku minut), natomiast długoterminowa (efekty widoczne na przestrzeni kilku dni) powoduje ekspresję genów kodujących kanał AQP2 (w przeciwieństwie do AQP1 stale obecnego w błonie) dla wody, następnie translację tegoż mRNA oraz wbudowanie tego produktu w błonę bieguna apikalnego komórek sześciennych budujących kanaliki nerkowe.
Powoduje skurcz naczyń krwionośnych poprzez receptory V1, obecne na ich powierzchni.
Sądzi się, że ma udział w regulacji zachowań społecznych różnych gatunków zwierząt, w tym ludzi.

## Regulacja wydzielania
Wydzielanie wazopresyny jest pobudzane przez wzrost osmolalności osocza krwi i płynu mózgowo-rdzeniowego, hipowolemię lub angiotensynę II. Jej zwiększone wydzielanie następuje także podczas snu.

## Choroby związane z wazopresyną

### Niedobór
Niedobór hormonu antydiuretycznego lub brak jego działania powoduje moczówkę prostą. Jeśli dotyczy ona zaburzenia wydzielania na poziomie podwzgórza lub przysadki, jest to moczówka prosta ośrodkowa. Jeżeli występuje niewrażliwość cewek nerkowych na działanie hormonu antydiuretycznego – jest to moczówka prosta nerkowa.

### Nadmiar
Nadmiar wazopresyny prowadzi do zespołu Schwartza-Barttera.

## Analogi
- desmopresyna
- terlipresyna